# Schönbach (Schwarzach)
Der Schönbach ist ein im Stadtgebiet von Prichsenstadt im unterfränkischen Landkreis Kitzingen etwa westnordwestwärts fließender Bach, der im Steigerwald entspringt und nach einem über 8 km langen Lauf am Ostrand des Pfarrdorfes Stadelschwarzach von links in die Schwarzach mündet.

## Geographie

### Verlauf
Der Bach entsteht ca. 3 km östlich von Altenschönbach im Westrand des Steigerwalds auf einer Höhe von 411 m ü. NHN am Nordfuß des 478 m ü. NHN hohen Rehhügels. Nur etwa 400 Meter weiter südlich entspringt auf dem flacheren Südostabfall des Bergrückens in höherer Lage die Reiche Ebrach. 
Wenig unterhalb seiner Quelle wendet sich der Bach nach links in seine recht beständig westnordwestliche Laufrichtung, tritt aus dem Naturraum Steigerwald über in das Steigerwaldvorland und verlässt dabei nach etwas über zwei Kilometern das Waldgebiet um seinen Ursprung. Anschließend durchquert der Bach das Kirchdorf Altenschönbach. Kurz vor der Lochmühle wird der Bach durch den in spitzem Winkel von rechts zulaufenden Gänsgraben verstärkt. Nach einigen Teichen beiderseits des Laufes mündet am Südrand des Waldgebietes Erlasgraben der von Osten kommende Marbach in den Schönbach.
Nach zwei weiteren Teichen am Ufer unterquert der Bach gleich nacheinander die B 286 sowie die St 2420. Zwischen Feldern auf den flachen Hügeln rechts und im Gewann Lehmgrube links schlängelt sich der Bach in zuletzt westlicher Richtung bis in die Aue des Schwarzbachs.
Der Schönbach mündet am Ostrand von Stadelschwarzach neben der Trasse der stillgelegten Bahnstrecke Kitzingen–Schweinfurt auf einer Höhe von 223 m ü. NHN von links in die Schwarzach. Sein etwa 8,5 km langer Lauf endet 188 Höhenmeter unterhalb seiner Quelle, er hat somit ein mittleres Sohlgefälle von 22 ‰.

### Einzugsgebiet
Das Einzugsgebiet des über die Schwarzach, den Main und den Rhein zur Nordsee entwässernden Schönbachs umfasst 16,42 km². Das Quellgebiet liegt im Steigerwald, der übrige Anteil im westlich anschließenden Steigerwaldvorland.
Reihum grenzen die Einzugsgebiete der folgenden Nachbargewässer an: 
- An der Nordseite entwässert im westlichen Bereich der Neudorfer Graben in etwa parallelem Lauf und etwas oberhalb des Schönbachs zur Schwarzach, im östlichen der Breitbach weiter aufwärts;
- im Ostnordosten liegt im Steigerwald das Quellgebiet der Mittleren Ebrach, im Ostsüdosten das der Reichen Ebrach, beide durchlaufen etwa in Gegenrichtung das Bergland und entwässern, die erste über die Rauhe Ebrach, die zweite direkt in die Regnitz;
- an der Südseite fließt der Altbach fast in der Richtung des Schönbachs und etwas abwärts von diesem nun wieder in die Schwarzach.

### Zuflüsse
| Name       | Lage   | Länge Hauptstrang [in km] | Mündung                                   | Mündungs- höhe [in m] |
| ---------- | ------ | ------------------------- | ----------------------------------------- | --------------------- |
| Gänsgraben | rechts | 2,61                      | zwischen Altenschönbach und der Lochmühle | 262                   |
| Marbach    | links  | 7,27                      | nördlich von Prichsenstadt                | 238                   |

### Orte am Schönbach
Ortschaften am Lauf mit ihren Zugehörigkeiten.
- Stadt Prichsenstadt
  - Altenschönbach (Kirchdorf)
  - Lochmühle (Einöde, rechts)
  - Stadelschwarzach (Pfarrdorf)

### BayernAtlas („BA“)
Amtliche Online-Gewässerkarte mit passendem Ausschnitt und den hier benutzten Layern: Lauf und Einzugsgebiet des Schönbachs

Allgemeiner Einstieg ohne Voreinstellungen und Layer: BayernAtlas der Bayerischen Staatsregierung (Hinweise)
1. 1 2  Höhe abgefragt auf dem Hintergrundlayer Amtliche Karte (Rechtsklick).

### Gewässerverzeichnis Bayern („GV“)
1. ↑  Länge nach: Verzeichnis der Bach- und Flussgebiete in Bayern – Flussgebiet Main, Seite 58 des Bayerischen Landesamtes für Umwelt, Stand 2016 (PDF; 3,3 MB) (Seitenzahl kann sich ändern.)
2. ↑  Einzugsgebiet nach: Verzeichnis der Bach- und Flussgebiete in Bayern – Flussgebiet Main, Seite 58 des Bayerischen Landesamtes für Umwelt, Stand 2016 (PDF; 3,3 MB) (Seitenzahl kann sich ändern.)